# NGC 1412
NGC 1412 é uma galáxia lenticular (SB0) localizada na direcção da constelação de Fornax. Possui uma declinação de -26° 51' 43" e uma ascensão recta de 3 horas, 40 minutos e 29,3 segundos.
A galáxia NGC 1412 foi descoberta em 20 de Novembro de 1835 por John Herschel.